# Giancarlo Fisichella

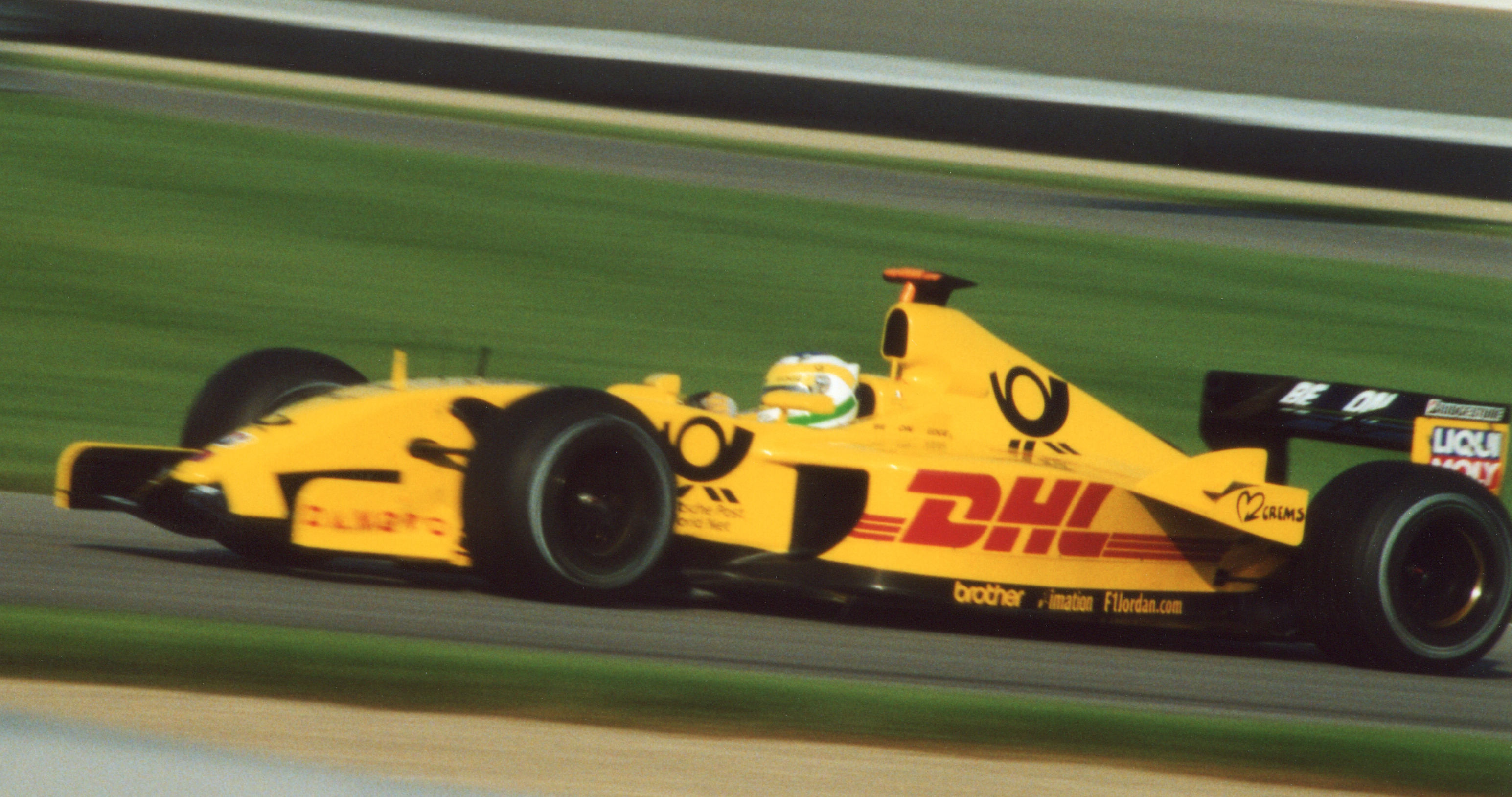
In een Jordan tijdens de GP van de USA 2002.

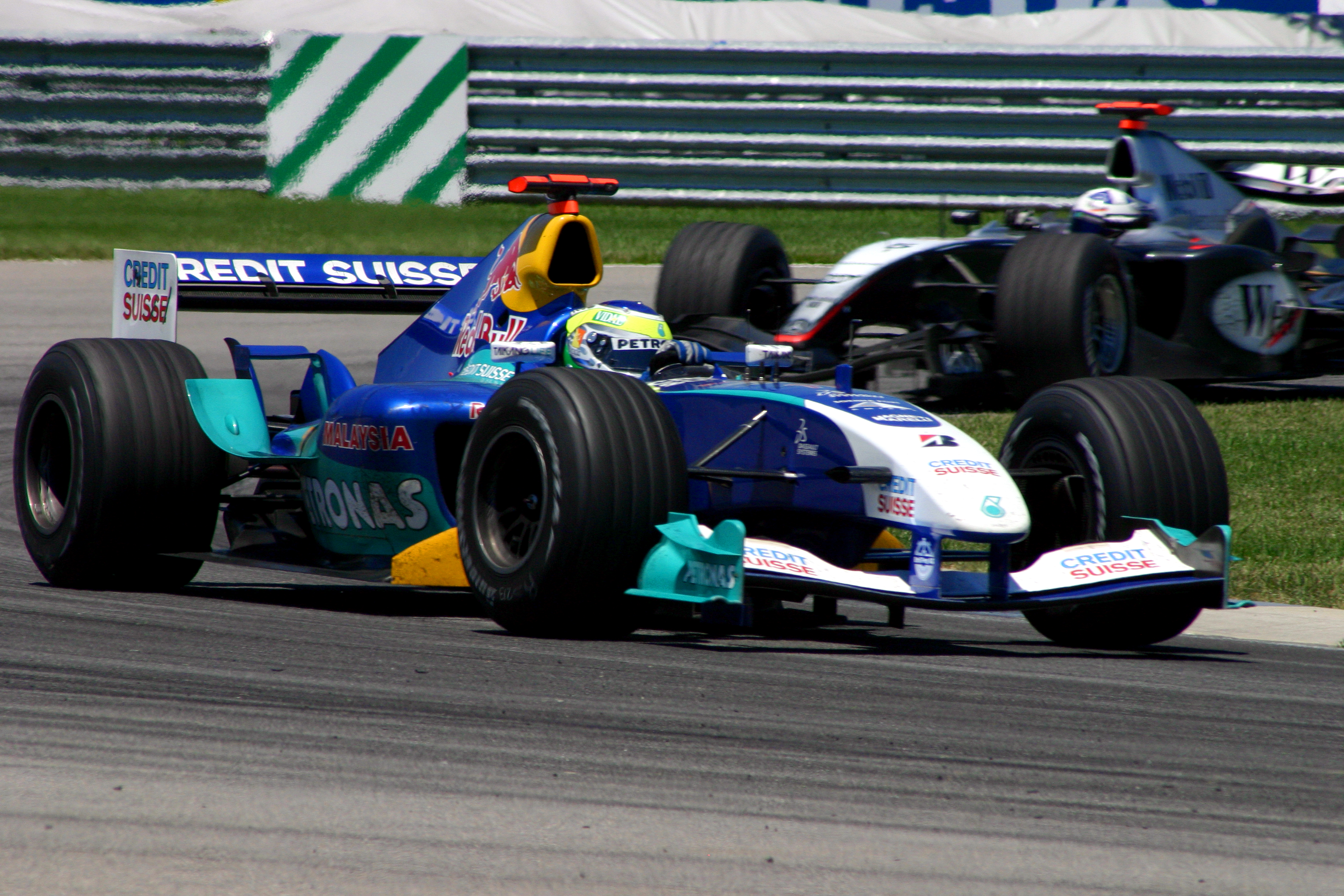
Fisichella voor Sauber in 2004.

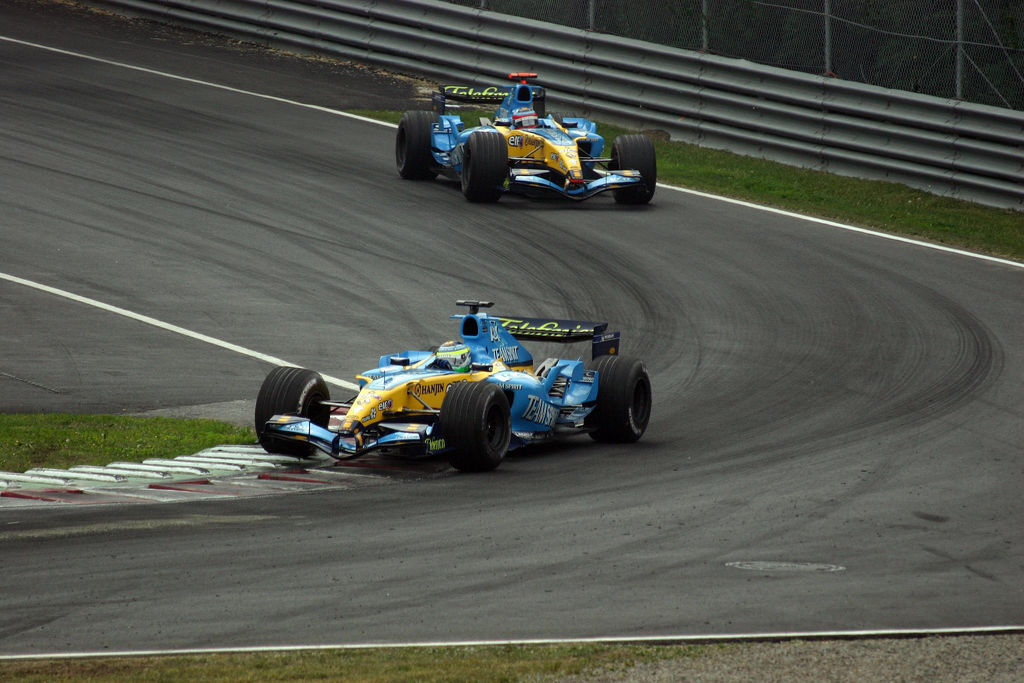
Fisichella in een Renault voor Alonso tijdens de GP van Canada 2005.

Giancarlo Fisichella (Rome, 14 januari 1973) is een Italiaanse autocoureur, die van 1996 tot en met 2009 formule 1-coureur was. Hij heeft ook een GP2 team, genaamd Fisichella Motor Sport International.
Fisichella begon zijn sportcarrière in 1982 als kart-rijder. In 1984 won hij het Italiaanse 60cc-kart kampioenschap. Daarna stapte hij over op het 100cc-kart kampioenschap. In 1989 werd hij tweede in het Europese kartkampioenschap en vierde in het wereldkampioenschap. In 1992 stapte hij over op de autosport. Hij begon direct in de Italiaanse formule 3, bij het team Ravarotta. Hij won de Grand Prix van San Marino en werd achtste in het kampioenschap. In 1993 won hij twee Grands Prix en werd tweede in het kampioenschap.

## Seizoen 1995 t/m 1997
In 1995 stapte Fisichella over naar R.C. Motorsport en won tien van de twintig races en het kampioenschap. Aan het einde van 1994 reed hij voor het eerst in een formule 1-wagen, toen hij een test voor Minardi deed. Hij maakt zulke grote indruk dat Minardi hem aanstelde als testcoureur voor het team in 1995, waarmee hij zijn intrede deed in de formule 1. In 1996 was hij nog steeds testcoureur van Minardi en daarmee ook reservecoureur; dat jaar kwam hij achtmaal tijdens een Grand Prix in actie als vervanger.
Hij maakte daarbij genoeg indruk om in 1997 naar Jordan over te kunnen stappen, wat hij ook deed. Hij reed bij Jordan een zeer goed seizoen met als hoogtepunt de tweede plaats in de Grand Prix van België. Hij werd achtste in het kampioenschap met twintig punten.

## Seizoen 1998 t/m 2001
In 1998 stapte Fisichella over naar Benetton. Opnieuw reed hij een goed seizoen en pakte zelfs een poleposition tijdens de Grand Prix van Oostenrijk. Hij werd negende in het kampioenschap met zestien punten.
In 1999 werd hij tweede in de Grand Prix van Canada en eindigde hij met dertien punten op een negende positie in het kampioenschap.
In het volgende jaar behaalde Fisichella drie podiumplaatsen en werd hij zesde in het kampioenschap met achttien punten.
In 2001 kreeg Benetton te maken met een grote terugval. Toch reed Fisichella, zeker gezien het niveau van Benetton dat jaar, een redelijk seizoen, waarin hij acht punten behaalde en derde werd in de Grand Prix van België. Hij werd dit jaar elfde in het kampioenschap met acht punten.

## Seizoen 2002 + 2003
In 2002 moest Fisichella weg bij Benetton en hij ging terug naar Jordan. Dit was vanaf dat jaar mede door financiële problemen echter geen sterk team meer. Fisichella wist zich echter te onttrekken aan het feit dat Jordan een langzamer team was, eindigde vaak hoger dan vergelijkbare teams, en behaalde zelfs regelmatig punten.
Het jaar 2003 was vergelijkbaar. Vreemd genoeg behaalde hij in dit seizoen bij Jordan zijn eerste overwinning. Hij won de Grand Prix van Brazilië, een race die opmerkelijk was verlopen.

## Seizoen 2004
Fisichella had in 2003 zulk een grote indruk gemaakt bij het toch wat slecht lopende Jordan, dat hij in 2004 de overstap kon maken naar Sauber, een subtopteam. Hij reed weer een erg goed seizoen en behaalde in veel races punten. Hierdoor was hij veruit de snelste van alle niet-topteam coureurs en eindigde hij in kampioenschap zelfs in de top tien op de tiende plaats.

## Seizoen 2005
In 2005 maakte Fisichella de overstap naar Renault. Daar werd hij de teamgenoot van Fernando Alonso. Fisichella heeft dat seizoen meerdere malen laten zien ongeveer net zo snel te zijn als Alonso. Maar door pure pech en een iets mindere auto dan zijn teamgenoot door het hele seizoen heen kwam dat niet altijd uit de verf. Hij begon het seizoen met een overwinning, maar daarna verloor hij de koppositie door pech in de opvolgende races. In de eindstand van het kampioenschap zou hij vijfde worden met 58 punten. Zijn teamgenoot werd wereldkampioen en Renault won de constructeurstitel.

### Overzicht seizoen 2005
- In de Grand Prix van Australië pakte Fisichella met grote overmacht de poleposition. Hij had een goede start, reed snel ver bij iedereen weg en won met grote overmacht, na de hele race gedomineerd te hebben.
- In de Grand Prix van Maleisië lag Fisichella aanvankelijk derde, totdat hij door een botsing met Mark Webber uitviel.
- In de Grand Prix van Bahrein viel hij uit, doordat zijn motor kapotging.
- In de Grand Prix van San Marino viel hij uit door een concentratiefout, waarbij hij tegen een bandenstapel crashte.
- In de Grand Prix van Spanje lag hij aanvankelijk tweede voor Alonso, totdat zijn voorvleugel spontaan deels losraakte. Het kostte hem weliswaar geen snelheid, maar als hij door was blijven rijden, had de voorvleugel af kunnen breken; deze moest dus worden vervangen. Hierdoor kwam hij achter in het veld terecht, maar desondanks wist hij nog op te klimmen naar de vijfde plaats.
- In de Grand Prix van Monaco lag hij aanvankelijk derde achter Alonso, totdat tijdens zijn pitstop zijn versnellingsbak afsloeg. Hierdoor viel hij terug tot de zesde plaats. Later ging zijn versnellingsbak kapot, waardoor hij uitviel, al werd hij nog als twaalfde geklasseerd.
- In de Grand Prix van Europa bleef zijn wagen bij de start van de opwarmronde staan, doordat zijn motor afsloeg. Voor straf moest hij hierdoor achteraan starten. Desondanks wist hij nog op te klimmen tot de zesde plaats.
- In de Grand Prix van Canada startte Fisichella vanaf de vierde plaats. Hij maakte een wereldstart, ging Alonso, Michael Schumacher en Jenson Button voorbij en reed in de eerste ronde direct naar de kop van het veld. Hij reed snel 2,5 seconde weg bij Alonso, die eveneens een zeer goede start had gemaakt, M. Schumacher en Button voorbij was gegaan en daardoor bij de start vanaf de derde plaats naar de tweede plaats was opgeschoven. Het gat tussen Fisichella en Alonso bleef vervolgens de hele tijd 2,5 seconde. De eerste helft van de race werd gedomineerd door Fisichella, waarna hij uitviel, doordat zijn hydraulica kapotging.
- In de Grand Prix van de Verenigde Staten reed hij niet, omdat alle coureurs van de teams die op Michelin-banden, uit veiligheidsoverwegingen voor de start van de race werden teruggetrokken.
- In Frankrijk reed hij een slechte race. Hij startte vanaf de zevende plaats en klom op tot de zesde plaats; geen goed resultaat.
- In de Grand Prix van het Verenigd Koninkrijk lag hij aanvankelijk op de derde plaats achter Alonso, totdat tijdens zijn pitstop zijn versnellingsbak afsloeg, waardoor hij terugviel tot de vierde plaats.
- In de Grand Prix van Duitsland werd hij vierde.
- In de Grand Prix van Hongarije miste hij door een haperende benzinedruk gedurende de gehele race veel snelheid, waardoor hij slechts negende werd.
- In de Grand Prix van Turkije startte hij vanaf de tweede plaats. Hij had een goede start, passeerde Kimi Räikkönen en nestelde zich op de eerste plaats. Aan het einde van de eerste ronde nam Räikkönen de leiding weer over. In de tweede ronde kreeg Fisichella aan het einde van de ronde teamorders om Alonso voorbij te laten. Daardoor viel hij terug naar de derde plaats. Door sneller te rijden ging Juan Pablo Montoya hem tijdens de pitstops voorbij, waardoor hij terugviel tot de vierde plaats. Tot overmaat van ramp sloeg vervolgens tijdens een pitstop zijn motor af, waardoor hij grote achterstand opliep op Alonso, die op dat moment als derde voor hem reed.
- In de Grand Prix van Italië eindigde hij, na Australië, eindelijk weer eens op het podium. Hij werd derde.
- In de Grand Prix van België kwalificeerde Fisichella zich als derde en was hij achter de McLarens van Montoya en Räikkönen veruit het snelst van iedereen. In een van de vrije trainingen was zijn motor echter kapotgegaan, waardoor die vervangen moest worden. Hierdoor werd hij in de startopstelling tien plaatsen teruggezet en moest hij als dertiende starten. Hij klom snel op tot de zevende plaats, maar toen maakte hij een fout, crashte en viel uit.
- In de Grand Prix van Brazilië reed hij een slechte race. Als derde gestart, werd hij in de eerste ronde gepasseerd door Räikkönen en vervolgens door M. Schumacher in zijn langzamere Scuderia Ferrari, waardoor hij terugviel naar de vijfde plaats. Toen de safety car, die de baan op was gekomen, verdween, herstelde hij bij de herstart direct de orde door M. Schumacher voorbij te gaan en heroverde hij de vierde plaats. Tijdens de pitstops wist M. Schumacher hem echter door sneller te rijden alsnog voorbij te gaan, waardoor hij als vijfde eindigde.
- In de Grand Prix Japan was hij in de kwalificatie de enige van de McLaren- en Renault-coureurs die profiteerde van het feit dat het minder hard regende tijdens zijn ronde dan tijdens de rondes van zijn concurrenten. Hierdoor was hij langzamer dan Ralf Schumacher en Jenson Button, die nog hadden gereden onder droge omstandigheden, maar sneller dan de McLarens en Alonso, waardoor hij een goede derde startplaats behaalde. Hij maakte een snelle start, passeerde direct Button en reed naar de tweede plaats. Tijdens de pitstops ging hij door sneller te rijden R. Schumacher voorbij en veroverde de eerste plaats. Dit gebeurde ongeveer halverwege de race. Aanvankelijk domineerde hij vervolgens de rest van de race totdat, met nog vijf ronden te gaan, Räikkönen op de tweede plaats terechtkwam, op een achterstand van vijf seconden. Räikkönen was veel sneller en hij reed het gat heel snel dicht en toen de laatste ronde begon, zat hij vlak achter Fisichella. In de eerste bocht van de laatste ronde ging Räikkönen Fisichella nog voorbij. Räikkönen reed nu snel bij hem weg en Fisichella won zo net niet, maar werd tweede.
- In de Grand Prix van China startte Fisichella als tweede, terwijl zijn teamgenoot vanaf poleposition vertrok. Na een goede start en eerste helft van de race, waarbij hij duidelijk het tempo bepaalde voor degenen die hem volgden, zoals Räikkönen en Montoya, ging hij in de pitsstraat iets te ver in het blokken van Räikkönen. Door een snellere pitstop ging Räikkönen hem voorbij, waardoor hij terug viel tot de derde plaats. Bovendien kreeg hij voor het voorval in de pitsstraat een drive-through penalty, waardoor hij zelfs terugviel naar de vierde plaats.

## Seizoen 2006
In 2006 was de auto van Fisichella niet langer ondergeschikt aan die van Alonso voor wat betreft betrouwbaarheid. Wellicht was hiervan de oorzaak dat Alonso in 2005, nadat het Formule 1-seizoen afgelopen was, een contract had getekend dat hij in 2007 naar McLaren zou gaan. Fisichella had in 2006 dan ook een zeer betrouwbare auto. De vijfde plaats die hij in 2005 had behaald, was goed, maar doordat in 2006 het onbetrouwbaarheidsprobleem van zijn auto niet langer speelde, ging het beter dan in 2005. Slechts in de Grands Prix van Bahrein en Australië ondervond hij mechanische problemen.

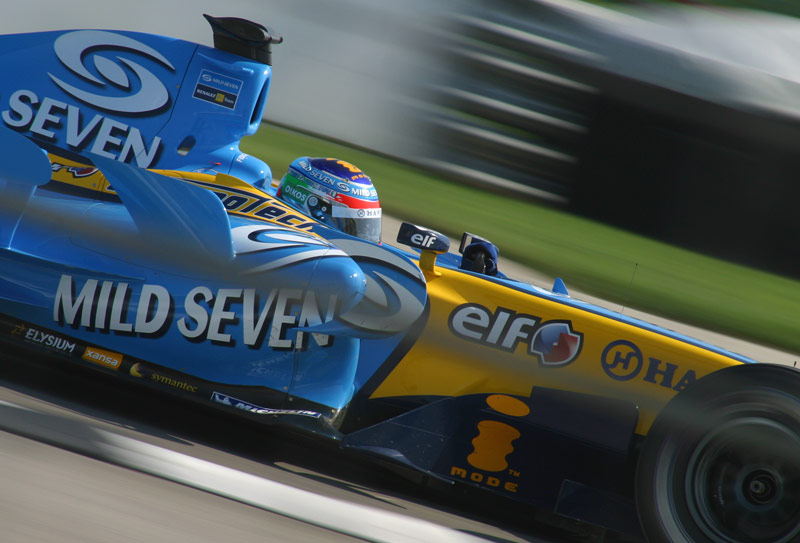
In een Renault tijdens de GP van de USA 2006.

### Overzicht seizoen 2006
- In de Grand Prix van Bahrein ging in de kwalificatie de versnellingsbak van Fisichella kapot, weliswaar niet volledig, maar hij haperde, waardoor de Italiaan veel snelheid miste. Daardoor werd hij slechts negende in de kwalificatie en was zijn auto langzaam in de race. Totdat op een gegeven moment de versnellingsbak volledig de geest gaf en Fisichella uitviel.
- In de Grand Prix van Maleisië pakte Fisichella poleposition, domineerde hij de race volledig en zegevierde.
- In de Grand Prix van Australië kwalificeerde Fisichella zich als tweede, maar toen de opwarmronde begon, bleef zijn auto staan doordat de motor was afgeslagen. Als gevolg hiervan moest Fisichella achteraan starten. Desondanks wist hij op te klimmen naar de vijfde plaats in een race die door teamgenoot Alonso werd gewonnen.
- In de Grand Prix van San Marino werd Fisichella slechts elfde in de kwalificatie; door miscommunicatie binnen het team startte hij in de tweede kwalificatiesessie te laat met het rijden van zijn ronden. In de race klom Fisichella op naar de achtste plaats.
- In de Grand Prix van Europa kwalificeerde Fisichella zich opnieuw slechts als elfde in de kwalificatie en opnieuw was de oorzaak, dat hij in de tweede sessie door miscommunicatie te laat was begonnen zijn ronden te rijden. Het fenomeen van het te laat naar buiten gaan om ronden te rijden in een sessie kwam in 2006 overigens vaak voor. In de race klom Fisichella op naar de zesde plaats.
- In de Grand Prix van Spanje werd Fisichella tweede in de kwalificatie. In de race ging M. Schumacher hem tijdens de pitstops voorbij, waardoor de Italiaan terugviel naar de derde plaats. Teamgenoot Alonso won.
- In de Grand Prix van Monaco werd Fisichella zevende in de kwalificatie, maar omdat hij Massa had opgehouden had tijdens diens kwalificatieronde, werd zijn snelste tijd hem ontnomen en viel hij terug naar de negende plaats. In de race klom hij op naar de zesde plaats. Ook in Monaco was teamgenoot Alonso iedereen te snel af.
- In de Grand Prix van het Verenigd Koninkrijk werd Fisichella vijfde in de kwalificatie. In de race wist hij slechts één plaats op te schuiven; hij werd vierde, terwijl Alonso opnieuw de snelste was en zijn derde zege op rij binnenhaalde.
- In de Grand Prix van Canada kwalificeerde Fisichella zich als tweede. In de race viel hij terug naar de vierde plaats. Opnieuw zegevierde Alonso.
- In de Grand Prix van de Verenigde Staten werd Fisichella derde in de kwalificatie en die positie behield hij in de race. Waarmee hij eindelijk weer eens de snelste was van de twee Renault-coureurs, want Fernando Alonso werd vijfde.
- In de Grand Prix van Frankrijk werd Fisichella zevende in de kwalificatie en zesde in de race.
- In de Grand Prix van Duitsland werd Fisichella vijfde in de kwalificatie en viel hij in de race terug naar de zesde plaats.
- In de Grand Prix van Hongarije kwalificeerde Fisichella zich als zevende, maar viel hij in de race uit, doordat hij van de baan spinde.
- In de Grand Prix van Turkije werd Fisichella vierde in de kwalificatie; in de race viel hij echter terug naar de zesde plaats.
- Nadat hij zich in de Grand Prix van Italië als negende had gekwalificeerd, klom Fisichella in de race op naar de vierde plaats. Een van zijn betere races.
- In de Grand Prix van China werd Fisichella tweede in de kwalificatie, maar viel hij in de race terug naar de derde plaats. Het was desondanks zijn derde podiumfinish van het jaar.
- In de Grand Prix van Japan kwalificeerde Fisichella zich als zesde en klom hij in de race op naar de derde plaats en opnieuw een podiumplek.
- In de Grand Prix van Brazilië werd Fisichella zowel in de kwalificatie als in de race zesde.

Met het aanzienlijke aantal van 72 punten eindigde Fisichella in de eindstand van het wereldkampioenschap op de vierde plaats.

## Seizoen 2007

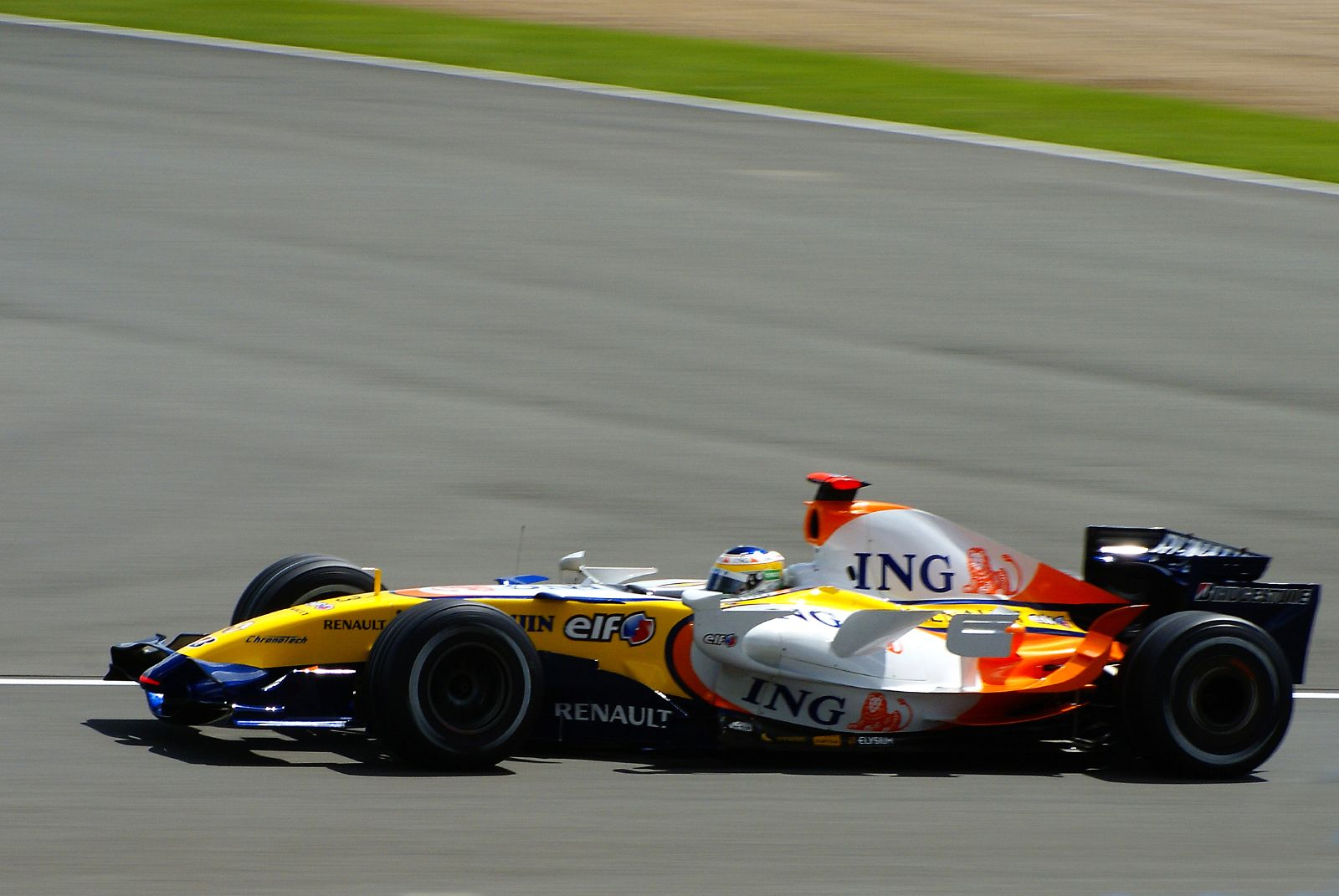
Fisichella in de Renault, Silverstone 2007.

In 2007 maakte Alonso de overstap naar McLaren.
Heikki Kovalainen, die in 2006 als testcoureur voor Renault fungeerde, ging in 2007 bij Renault rijden als tweede coureur naast Fisichella.
Met het vertrek van Alonso werd Fisichella in 2007 de onbetwiste teamleider van Renault.
Renault heeft verklaard er alles aan te zullen doen om Fisichella in 2007 wereldkampioen te laten worden.

## Overzicht seizoen 2007
Renault verloor in 2007 veel terrein.
Samen met Honda en Toyota was het de grote verliezer van 2007.
Ferrari en McLaren streden om de wereldtitels, BMW was het derde team en Renault was het vierde team.
De ervaren Fisichella was in de Grand Prix van Monaco veel sneller dan de BMW's en na de Ferrari's en de McLarens was hij veruit de snelste coureur.
Dat was de enige keer in het seizoen dat een Renault sneller was dan de BMW's.
Renault had een auto waarmee het in de top tien kon eindigen, maar meer niet.
Vanaf de Grand Prix van Monaco was de auto beter.
In het laatste gedeelte van het seizoen was de auto slechter.
Een heel belangrijke reden dat Renault zo veel terrein verloor was dat het slecht reageerde op de overstap van Michelin naar Bridgestone als bandenleverancier.
In 2007 werd de regel ingevoerd dat er nog maar één bandenleverancier was en dat dat Bridgestone was.
In het eerste gedeelte van het seizoen was Fisichella veel sneller dan Kovalainen.
Kovalainen maakte veel fouten en hij schreef veel auto's af.
Vanaf de Grand Prix van de Verenigde Staten herpakte Kovalainen zich echter en sinds toen was hij aanzienlijk, constanter en maakte hij minder fouten.
Het leek vanaf de Grand Prix van het Verenigd Koninkrijk wel of er een soort vloek was, waardoor Fisichella niet meer voor Kovalainen kon eindigen.
Kovalainen was lang niet altijd sneller dan Fisichella, maar Fisichella had vaak pech.
In het eerste gedeelte van het seizoen had Fisichella veel meer punten dan Kovalainen.
Hij stond lang voor Kubica en dus voor een BMW op de zesde plaats in het kampioenschap, wat heel goed was.
Op een gegeven moment verloor hij die plaats.
Van de Grand Prix van Duitsland tot en met de Grand Prix van België had Fisichella een heel lange periode met heel veel pech waarin hij geen één punt behaalde.
Vanaf het moment dat Kovalainen zich herpakte behaalde hij redelijk wat punten en een aantal keren behaalde hij door geluk zeer veel punten.
Door dat alles ging Kovalainen na de Grand Prix van Turkije Fisichella voorbij in het kampioenschap waardoor Fisichella terug viel naar de achtste plaats.
Kovalainen eindigde voor Fisichella in het kampioenschap.
De Renault was een betrouwbare wagen.
In het laatste gedeelte van het seizoen was de auto minder betrouwbaar en kreeg Fisichella een aantal keren te maken met mechanische problemen.
Fisichella werd achtste in het kampioenschap met 21 punten.
- In de Grand Prix van Australië werd Fisichella zesde in de kwalificatie.

In de race klom hij op naar de vijfde plaats.
- In de Grand Prix van Maleisië kwam Fisichella in de kwalificatie niet in de derde sessie en werd hij twaalfde.

Hij maakte een goede start en in de eerste ronde ging hij veel coureurs voorbij waardoor hij in de eerste ronde opklom naar de achtste plaats.
Fisichella finishte uiteindelijk op de zesde plaats.
- In de Grand Prix van Bahrein werd Fisichella zevende in de kwalificatie.

Hij viel terug naar de achtste plaats.
- In de Grand Prix van Spanje werd Fisichella tiende in de kwalificatie.

Hij klom op naar de negende plaats.
- In de Grand Prix van Monaco was Fisichella veel sneller dan de BMW's en was hij na de Ferrari's en de McLarens veruit de snelste coureur.

Hij werd vierde in de kwalificatie.
In de race eindigde hij ook als vierde.
- In de Grand Prix van Canada werd Fisichella negende in de kwalificatie.

Het veld werd twee keer helemaal door elkaar geschud.
Fisichella klom op naar de vijfde plaats.
Tijdens de race kreeg hij een zwarte vlag, wat inhoudt dat hij gediskwalificeerd werd. Dit kwam omdat hij de na zijn pitstop de pitstraat uit reed terwijl het licht van de pitstraat op rood stond.
Dat klinkt echter dommer dan het in werkelijkheid was.
Het was chaos in de pitstraat, heel veel coureurs maakten een pit-stop en door safety car perioden werd de pitstraat heel vaak gesloten en geopend.
Met Massa gebeurde overigens hetzelfde als met Fisichella.
- In de Grand Prix van de Verenigde Staten werd Fisichella tiende in de kwalificatie.

Hij was het langzaamste van de coureurs die in de derde sessie terechtkwamen omdat zijn auto heel veel benzine had.
Hij zat op een één pitstop strategie.
Fisichella zou op het podium geëindigd kunnen hebben.
Hij had echter de pech dat hij in de eerste ronde van de baan spinde waardoor hij terug viel naar de op een na laatste plaats, de achttiende plaats.
Eerst ging hij Albers heel snel voorbij en daarna sloot hij zich aan bij een lange groep coureurs die helemaal doorliep naar de tiende plaats die dicht bij elkaar zaten.
Die groep bleef de hele race bestaan en het hield veel coureurs vast.
Fisichella was echter de enige coureur die zich aan deze groep wist te onttrekken en hij baande zich een weg naar voren.
Fisichella klom op naar de negende plaats.
- In de Grand Prix van Frankrijk werd Fisichella vijfde in de kwalificatie.

Hij viel terug naar de zesde plaats.
- In de Grand Prix van het Verenigd Koninkrijk werd Fisichella achtste in de kwalificatie.

In de race eindigde hij ook als achtste.
- In de Grand Prix van Duitsland kwam Fisichella in de kwalificatie niet in de derde sessie en werd hij dertiende.

In de race, wat een regenrace was, klom hij op naar de tiende plaats.
- In de Grand Prix van Hongarije werd Fisichella achtste in de kwalificatie.

Hij werd echter bestraft omdat hij in de kwalificatie in de eerste sessie Yamamoto op had gehouden.
Fisichella werd vijf plaatsen terug gezet op de startopstelling.
Hij werd terug gezet naar de dertiende plaats.
Hij kwam vast te zitten in een groep coureurs en daardoor verloor hij heel veel tijd.
Daardoor was de race van Fisichella verpest.
Fisichella klom op naar de twaalfde plaats.
- In de Grand Prix van Turkije werd Fisichella tiende in de kwalificatie.

In de eerste ronde viel hij terug naar de dertiende plaats.
Hij klom op naar de negende plaats.
- In de Grand Prix van Italië begon de Grand Prix goed met de eerste vrije training en de tweede vrije training.

In de tweede vrije training werd Fisichella derde en was hij op de McLarens na veruit de snelste coureur.
In de kwalificatie kwam Fisichella niet in de derde sessie en werd hij vijftiende.
Er zat weinig tijd tussen de tiende plaats en de zestiende plaats, slechts een paar honderdsten, en zo viel Fisichella terwijl hij veilig was om in de derde sessie te komen toen er nog coureurs hun ronde afmaakten nadat de tijd van de sessie af was gelopen buiten de top tien en viel hij helemaal terug naar de vijftiende plaats.
Als een coureur zo ver achteraan moet starten kan je niet veel van hem verwachten in de race.
Fisichella klom op naar de twaalfde plaats.
- In de Grand Prix van België kwam Fisichella in de kwalificatie niet in de derde sessie en werd hij elfde.

Tussen de kwalificatie en de race bleek dat zijn motor kapot was.
Het werd vervangen en daarom werd Fisichella tien plaatsen terug gezet op de startopstelling.
Hij startte vanuit de pitstraat.
Door die dingen startte hij als 21e.
Tijdens de race schoot Fisichella in de eerste bocht van de baan af omdat hij niet kon remmen, hierbij raakte hij de vangrail met de voorkant van zijn auto. Door deze crash raakte zijn voorwielophanging beschadigd.
Zonder remmen en met een kapotte voorwielophanging heeft Fisichella zijn auto toen naar de pitbox gereden! In de pits bleek de schade van een dermate grote omvang dat hij de strijd moest staken.
- In de Grand Prix van Japan kwam Fisichella in de kwalificatie niet in de derde sessie en werd hij elfde.

In de race, wat een regenrace was, klom hij op naar de vierde plaats.
Fisichella had een mechanisch probleem waardoor de balans van zijn auto slecht was.
Daardoor schoot hij op een gegeven moment van de baan waardoor Kovalainen en Coulthard hem voorbij gingen waardoor hij terug viel naar de zesde plaats.
Hij klom op naar de vijfde plaats.
Op 10 januari is Giancarlo na alle roddels over zijn overstap naar Force India F1 team dan toch officieel bevestigd en vormt bij Force India samen met Adrian Sutil het rijderspaar voor 2008.

## Overzicht seizoen 2009

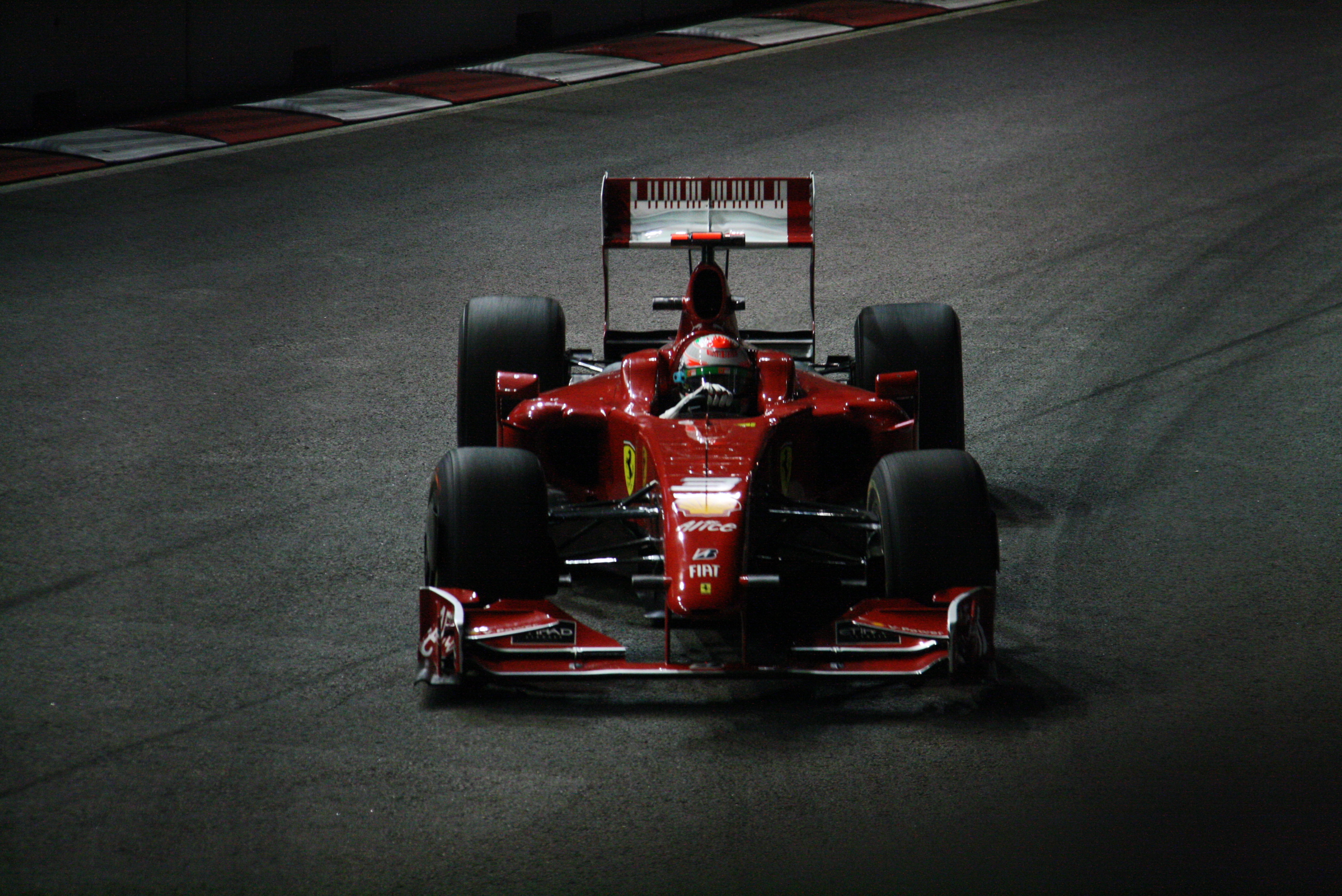
Fisichella in de Ferrari, Singapore

Giancarlo Fisichella behaalt op 29 augustus 2009 op het circuit van Spa de eerste pole sinds zijn toetreding tot Force India en weet de race als tweede te beëindigen. De hele race heeft hij rond een seconde achter de Ferrari van Raikkonen gereden.
Sedert 3 september vervangt hij Luca Badoer bij Ferrari, die op zijn beurt de gecrashte Felipe Massa verving. In seizoen 2010 reed Fisichella ook voor Ferrari, maar dan als testcoureur.

## Formule 1-carrière
|                       | 1996 | 1997 | 1998 | 1999 | 2000 | 2001 | 2002 | 2003 | 2004 | 2005 | 2006 | 2007 | 2008 | 2009 | Totaal |
| --------------------- | ---- | ---- | ---- | ---- | ---- | ---- | ---- | ---- | ---- | ---- | ---- | ---- | ---- | ---- | ------ |
| Aantal races          | 8    | 17   | 16   | 16   | 17   | 17   | 16   | 16   | 18   | 19   | 18   | 17   | 18   | 17   | 214    |
| Aantal zeges          |      |      |      |      |      |      |      | 1    |      | 1    | 1    |      |      |      | 3      |
| Aantal pole-positions |      |      | 1    |      |      |      |      |      |      | 1    | 1    |      |      | 1    | 4      |
| Aantal snelste rondes |      | 1    |      |      |      |      |      |      |      | 1    |      |      |      |      | 2      |
| Aantal podiumplaatsen |      | 2    | 2    | 1    | 3    | 1    |      | 1    |      | 3    | 5    |      |      | 1    | 19     |
| Aantal WK-punten      |      | 20   | 16   | 13   | 18   | 8    | 7    | 12   | 22   | 58   | 72   | 21   | 0    | 8    | 275    |
| Eindstand WK          | 19   | 8    | 9    | 9    | 6    | 11   | 11   | 12   | 11   | 5    | 4    | 8    | 19   | 15   |        |

### Totale Formule 1-resultaten
| Kleur  | Resultaat                       |
| ------ | ------------------------------- |
| Goud   | Winnaar                         |
| Zilver | Tweede plaats                   |
| Brons  | Derde plaats                    |
| Groen  | Gefinisht (punten behaald)      |
| Blauw  | Gefinisht (geen punten behaald) |
| Blauw  | Niet geklasseerd (NC)           |
| Paars  | Uitgevallen (DNF)               |
| Rood   | Niet gekwalificeerd (DNQ)       |

| Kleur   | Resultaat                              |
| ------- | -------------------------------------- |
| Zwart   | Gediskwalificeerd (DSQ)                |
| Wit     | Niet gestart (DNS)                     |
| Blanco  | Gewond (INJ)                           |
| Blanco  | Uitgesloten (EX)                       |
| Blanco  | Teruggetrokken (WD) / Niet deelgenomen |
| 1, 2, 3 | Sprint positie (punten behaald)        |
| P       | Poleposition                           |
| S       | Snelste ronde                          |

| Seizoen | Inschrijving                         | Chassis           | Motor                             | 1      | 2      | 3      | 4      | 5      | 6       | 7      | 8      | 9       | 10      | 11     | 12     | 13     | 14     | 15     | 16     | 17     | 18     | 19    | Pos | Punten |
| ------- | ------------------------------------ | ----------------- | --------------------------------- | ------ | ------ | ------ | ------ | ------ | ------- | ------ | ------ | ------- | ------- | ------ | ------ | ------ | ------ | ------ | ------ | ------ | ------ | ----- | --- | ------ |
| 1996    | Minardi Team                         | Minardi M195B     | Ford EDM2 3.0 V8 Ford EDM3 3.0 V8 | AUS NF | BRA    | ARG    | EUR 13 | SMR NF | MON NF  | ESP NF | CAN 8  | EUR NF  | GBR 11  | GER    | HUN    | BEL    | ITA    | POR    | JPN    |        |        |       | NC  | 0      |
| 1997    | Benson & Hedges Total Jordan Peugeot | Jordan 197        | Peugeot A14 3.0 V10               | AUS NF | BRA 8  | ARG NF | SMR 4  | MON 6  | ESP 9S  | CAN 3  | FRA 9  | GBR 7   | GER 11  | HUN NF | BEL 2  | ITA 4  | AUT 4  | LUX NF | JPN 7  | EUR 11 |        |       | 8   | 20     |
| 1998    | Mild Seven Benetton Playlife         | Benetton B198     | Playlife GC37-01 3.0 V10          | AUS NF | BRA 6  | ARG 7  | SMR NF | ESP NF | MON 2   | CAN 2  | FRA 9  | GBR 5   | AUT NFP | GER 7  | HUN 8  | BEL NF | ITA 8  | LUX 6  | JPN 8  |        |        |       | 9   | 16     |
| 1999    | Mild Seven Benetton Playlife         | Benetton B199     | Playlife FB01 3.0 V10             | AUS 4  | BRA NF | SMR 5  | MON 5  | ESP 9  | CAN 2   | FRA NF | GBR 7  | AUT 12  | GER NF  | HUN NF | BEL 11 | ITA NF | EUR NF | MAL 11 | JPN 14 |        |        |       | 9   | 13     |
| 2000    | Mild Seven Benetton Playlife         | Benetton B200     | Playlife FB02 3.0 V10             | AUS 5  | BRA 2  | SMR 11 | GBR 7  | ESP 9  | EUR 5   | MON 3  | CAN 3  | FRA 9   | AUT NF  | GER NF | HUN NF | BEL NF | ITA 11 | USA NF | JPN 14 | MAL 9  |        |       | 6   | 18     |
| 2001    | Mild Seven Benetton Playlife         | Benetton B201     | Renault RS21 3.0 V10              | AUS 13 | MAL NF | BRA 6  | SMR NF | ESP 14 | AUT NF  | MON NF | CAN NF | EUR 11  | FRA 11  | GBR 13 | GER 4  | HUN NF | BEL 3  | ITA 10 | USA 8  | JPN 17 |        |       | 11  | 8      |
| 2002    | DHL Jordan Honda                     | Jordan EJ12       | Honda RA002E 3.0 V10              | AUS NF | MAL 13 | BRA NF | SMR NF | ESP NF | AUT 5   | MON 5  | CAN 5  | EUR NF  | GBR 7   | FRA WD | GER NF | HUN 6  | BEL NF | ITA 8  | USA 7  | JPN NF |        |       | 11  | 7      |
| 2003    | Benson & Hedges Jordan Ford          | Jordan EJ13       | Ford RS1 3.0 V10                  | AUS NF | MAL NF | BRA 1  | SMR 15 | ESP NF | AUT NF  | MON 10 | CAN NF | EUR 12  | FRA NF  | GBR NF | GER 13 | HUN NF | ITA 10 | USA 7  | JPN NF |        |        |       | 12  | 12     |
| 2004    | Sauber Petronas                      | Sauber C23        | Petronas 04A 3.0 V10              | AUS 10 | MAL 11 | BHR 11 | SMR 9  | ESP 7  | MON NF  | EUR 6  | CAN 4  | USA 9   | FRA 12  | GBR 6  | GER 9  | HUN 8  | BEL 5  | ITA 8  | CHN 7  | JPN 8  | BRA 9  |       | 11  | 22     |
| 2005    | Mild Seven Renault F1 Team           | Renault R25       | Renault RS25 3.0 V10              | AUS 1P | MAL NF | BHR NF | SMR NF | ESP 5S | MON 12  | EUR 6  | CAN NF | USA DNS | FRA 6   | GBR 4  | GER 4  | HUN 9  | TUR 4  | ITA 3  | BEL NF | BRA 5  | JPN 2  | CHN 4 | 5   | 58     |
| 2006    | Mild Seven Renault F1 Team           | Renault R26       | Renault RS26 2.4 V8               | BHR NF | MAL 1P | AUS 5  | SMR 8  | EUR 6  | ESP 3   | MON 6  | GBR 4  | USA 4   | USA 3   | FRA 6  | GER 6  | HUN NF | TUR 6  | ITA 4  | CHN 3  | JPN 3  | BRA 6  |       | 4   | 72     |
| 2007    | ING Renault F1 Team                  | Renault R27       | Renault RS27 2.4 V8               | AUS 5  | MAL 6  | BHR 8  | ESP 9  | MON 4  | CAN DSQ | USA 9  | FRA 6  | GBR 8   | EUR 10  | HUN 12 | TUR 9  | ITA 12 | TUR NF | JPN 5  | CHN 11 | BRA NF |        |       | 8   | 21     |
| 2008    | Force India Formula One Team         | Force India VJM01 | Ferrari 056 2.4 V8                | AUS NF | MAL 12 | BHR 12 | ESP 10 | TUR NF | MON NF  | CAN NF | FRA 18 | GBR NF  | GER 16  | HUN 15 | EUR 14 | BEL 17 | ITA NF | SIN 14 | JPN NF | CHN 17 | BRA 18 |       | 19  | 0      |
| 2009    | Force India Formula One Team         | Force India VJM02 | Mercedes FO108W 2.4 V8            | AUS 11 | MAL 18 | CHN 14 | BHR 15 | ESP 14 | MON 9   | TUR NF | GBR 10 | GER 11  | HUN 14  | EUR 12 | BEL 2P |        |        |        |        |        |        |       | 15  | 8      |
| 2009    | Scuderia Ferrari Marlboro            | Ferrari F60       | Ferrari 056 2.4 V8                |        |        |        |        |        |         |        |        |         |         |        |        | ITA 9  | SIN 13 | JPN 12 | BRA 10 | ABU 16 |        |       | 15  | 8      |